# John Money

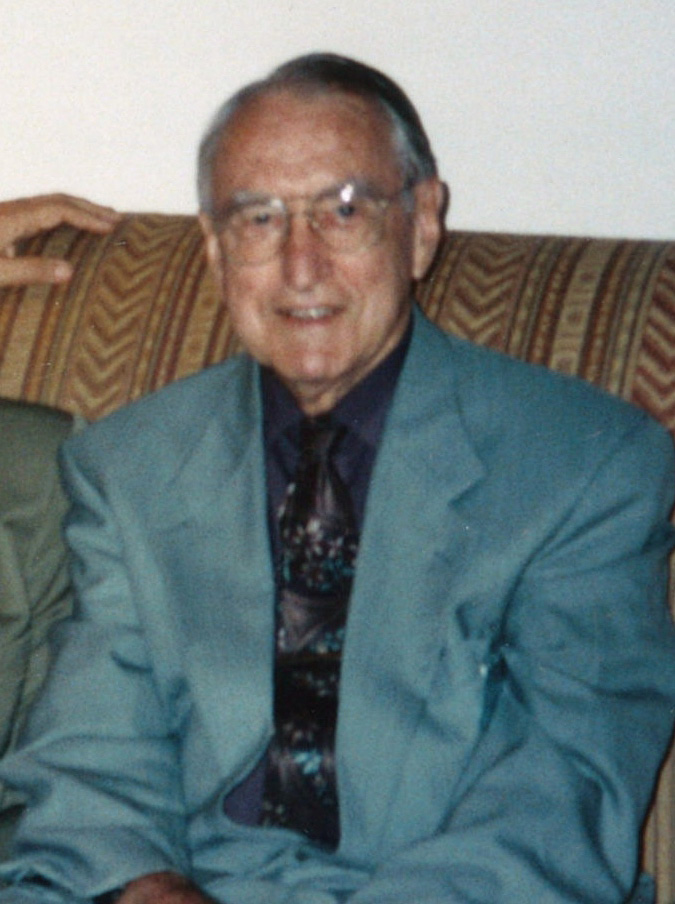
John Money (1996)

John William Money (* 8. Juli 1921 in Morrinsville, Neuseeland; † 7. Juli 2006 in Towson, Maryland, USA) war ein neuseeländischer klinischer Psychologe und Sexualwissenschaftler. Schwerpunkte seiner Arbeit waren Entwicklungssexologie, insbesondere die Entwicklung der Geschlechtsidentität, sexueller Orientierungen, Vorlieben und Paraphilien, sowie Intersexualität und Psychoendokrinologie. Seine Forschungstätigkeit beinhaltete langfristige Verlaufsstudien über Kinder und Jugendliche, die von unterschiedlichen endokrinen und intersexuellen Syndromen betroffen waren. Money führte den Begriff „Geschlechterrolle“ (engl. gender role) ein. Fälschlicherweise wird oft behauptet, dass er auch den Begriff „gender identity“ (Geschlechtsidentität) prägte. Dieser Begriff erschien zum ersten Mal 1963 in Artikeln der Psychoanalytiker Robert Stoller und Ralph R. Greenson (Money übernahm den Begriff von Evelyn Hooker, mit der er in Korrespondenz stand). Er wird zu den besonders einflussreichen US-amerikanischen Sexualwissenschaftlern des 20. Jahrhunderts gezählt.
In einer Studie aus dem Jahr 1997 wurde die Arbeit von Money in vielerlei Hinsicht kritisiert, insbesondere im Hinblick auf die unfreiwillige Geschlechtsumwandlung des Kindes David Reimer.

## Leben
Nach einem Doppelabschluss 1944 an der Victoria University of Wellington migrierte der gebürtige Neuseeländer Money 1947 in die Vereinigten Staaten und studierte Psychologie an der University of Pittsburgh. Er erwarb 1952 seinen Doktor der Psychologie an der Harvard-Universität. Schon kurz vor der Promotion wechselte er, nach einer zwischenzeitlichen Beschäftigung am Massachusetts General Hospital, aufgrund eines Angebots des Endokrinologen Lawson Wilkins 1951 an die Johns-Hopkins-Universität, an der er bis zu seiner Emeritierung blieb und auch als Emeritus fast bis zu seinem Tod weiter arbeitete. Mit Mitteln eines Stipendiums des National Institutes of Health begründete er eine Forschungseinheit, aus der die von ihm geleitete Psychohormonal Research Unit hervorging, die sich vor allem mit Fragen der Determination des Geschlechts befasste. Noch in den 1950er Jahren heiratete er die Schriftstellerin Grace Admundson. Die Ehe wurde bald darauf, kinderlos, wieder geschieden. Er hatte danach, nach eigenem Zeugnis, sexuelle Kontakte sowohl zu Männern wie auch zu Frauen, ging aber lebenslang keine feste Bindung mehr ein. Money war zunächst Associate Professor für Pädiatrie, später außerdem Professor für medizinische Psychologie an der Johns-Hopkins-Universität. 1966 gehörte er zu den Initiatoren und Gründern der Johns Hopkins Gender Identity Clinic, in der Operationen an Geschlechtsorganen, vor allem an intersexuellen Patienten, durchgeführt wurden. Die Klinik wurde nach 1975, aufgrund fachlicher Kontroversen über die Ergebnisse, geschlossen, was Money nach dem Zeugnis von Weggefährten sehr erbitterte. Money starb im Jahr 2006 im Alter von 84 Jahren an den Folgen der Parkinsonschen Krankheit.
Money verfasste rund 2.000 wissenschaftliche Artikel, Bewertungen, Bücher und Buchbeiträge. Die Deutsche Gesellschaft für Sozialwissenschaftliche Sexualforschung, für die Money arbeitete, verlieh ihm 2002 die Magnus-Hirschfeld-Medaille – wie zuvor schon auch seinem Kritiker Milton Diamond.

## Der Fall „John/Joan“
Money riet 1967 den Eltern des knapp zwei Jahre alten Jungen Bruce Reimer, ihren Sohn einer feminisierenden Operation zu unterziehen, nachdem dessen Penis bei einer medizinisch indizierten Zirkumzision versehentlich irreparabel verletzt worden war. Im Alter von 22 Monaten wurden daraufhin die noch vorhandenen Hoden entfernt (Orchiektomie) und aus der Haut des Hodensacks rudimentäre Schamlippen geformt. Darüber hinaus wurde das Kind etwa ab dem 12. Lebensjahr mit weiblichen Hormonen behandelt. Man sah dies als Gelegenheit, im Rahmen einer Zwillingsstudie zu beobachten, ob das Kind sich anders entwickeln würde als sein Zwillingsbruder. „Brenda“, wie Bruce nun genannt wurde, nahm die zugewiesene Geschlechterrolle jedoch nicht an. Zum Beispiel bevorzugte das Kind statt Puppen und Schmuck das Spielzeug des Bruders. „Brenda“ tobte, raufte und interessierte sich für Autos und Waffen. Mit 14 Jahren erfuhr er, dass er als Junge auf die Welt gekommen war und ließ die „Geschlechtsumwandlung“ rückgängig machen. Fortan nannte er sich David.
Im Frühjahr 2004 beging Reimer Suizid. Zwei Jahre zuvor war sein Zwillingsbruder durch eine Medikamentenüberdosis gestorben.
Der „John/Joan-Fall“ diente zunächst als Beleg für die soziale Wahlmöglichkeit von Geschlecht. So schrieb Alice Schwarzer 1975, dass „die Gebärfähigkeit auch der einzige Unterschied ist, der zwischen Mann und Frau bleibt. Alles andere ist künstlich aufgesetzt.“ Das Experiment von Money würdigt sie als eine der „wenigen Ausnahmen, die nicht manipulieren, sondern dem aufklärenden Auftrag der Forschung gerecht werden.“ Davids Mutter sagte im Gegensatz dazu, sie glaube, dass ihr Sohn noch am Leben wäre, wenn er nicht das Opfer jenes „katastrophalen Experiments“ geworden wäre, das bei ihm so viel Leid verursacht habe.
In ihrem Essay Doing Justice to Someone (deutsch: „Jemandem gerecht werden“), zuerst veröffentlicht 2001, stellt Judith Butler ihren Begriff der Performativität am Schicksal David Reimers dar.

## Sexuelle Erziehung von Kindern
Money vertrat die Ansicht, dass sexuelle Fehlorientierungen und Pathologien vor allem auf Fehlentwicklungen in der Kindheit zurückgehen. Insbesondere gingen Fälle von sexuellem Missbrauch vor allem von solchen Tätern aus, die in ihrer Jugend Opfer solcher Praktiken waren. Auch führe die öffentliche Doppelmoral und Zensur zu einer Förderung gerade solcher Handlungen, die sie vorgeblich verdamme. Als Gegenmittel gegen Fehlentwicklungen empfahl er eine sexuelle Schulung und Erziehung von Kindern und Jugendlichen, die seiner Ansicht nach auch spielerische Proben (rehearsal) und Pornografie durchaus mit einschließen sollte. Money wandte sich öffentlich häufig und vehement gegen die Verdrängung und Dämonisierung kindlicher und jugendlicher Sexualität. Er vertrat dabei die Tendenz, alle sexuellen Beziehungen, insbesondere auch solche zwischen Jugendlichen und Erwachsenen, als besondere Fälle von „Paarbindungen“ aufzufassen; er verurteilte „Tabus“ ebenso wie eine Viktimologie, die einen der Beteiligten allein zum Täter macht, den anderen allein als Opfer herausstellt. Seine Kritiker sehen darin eine Tendenz, Pädophilie zu rechtfertigen und zu entschuldigen.

## Kritik
Insbesondere der Fall „John/Joan“, in dessen Verlauf sich schließlich beide Zwillinge das Leben nahmen, gab Anlass für scharfe Kritik an Money in verschiedenen wichtigen US-amerikanischen Medien. Kollegen berichteten, dass Money gekränkt und nicht bereit war, den Fall zu diskutieren. Money führte die Kritik an seinen Arbeiten auf die politisch rechte Ausrichtung der Medien und die „antifeministische Bewegung“ zurück. Money wurde auch von Intersex-Aktivisten angegriffen: Sein Vorgehen zeige, wie schwer Menschen darunter leiden, wenn ihnen von außen ein anderes Geschlecht als das selbst empfundene aufgezwungen werde.
In Deutschland erhielt der Evolutionsbiologe Ulrich Kutschera durch seine Kritik an John Moneys Arbeiten und allgemein an der „Gender-Ideologie“, die auf ihn zurückgehe, mediale Aufmerksamkeit. Mit seinem „John/Joan“-Experiment sei Money „über Leichen“ gegangen. Die Gender-Theorie sei eine „Frau-gleich-Mann-Irrlehre“. Im Februar 2016 veröffentlichte Kutschera zu dieser Thematik das Buch Das Gender-Paradoxon.

## Werke (Auszug)
- Gendermaps. Social Constructionism, Feminism, and Sexosophical History. Continuum, New York 1995, ISBN 0-8264-0852-4 (englisch).
- Love and Love Sickness. The Science of Sex, Gender Difference and Pair-Bonding. Johns Hopkins University Press, Baltimore 1980, ISBN 0-8018-2317-X (englisch).
- Sexual Signatures. On Being a Man or a Woman. Little, Brown and Company, Boston 1975, ISBN 0-316-57826-6 (englisch).
- Man & Woman, Boy & Girl. The Differentiation and Dimorphism of Gender Identity from Conception to Maturity. Johns Hopkins University Press, Baltimore 1972, ISBN 0-8018-1405-7 (englisch).
- Mit Joan G. Hampson und John L. Hampson: Imprinting and the Establishment of Gender Role. In: Arch NeurPsych. Band 77, Nr. 3, 1957, S. 333–336, doi:10.1001/archneurpsyc.1957.02330330119019 (englisch).
- Hermaphroditism, gender and precocity in hyperadrenocorticism: psychologic findings. In: Bull Johns Hopkins Hosp. Band 96, Nr. 6, 1. Juni 1955, S. 253–264, PMID 14378807 (englisch).

## Sekundärliteratur
- Lisa Downing, Iain Morland, Nikki Sullivan: Fuckology: Critical Essays on John Money's Diagnostic Concepts. The University of Chicago Press, 2015, ISBN 978-0-226-18658-0 (Print), ISBN 978-0-226-18675-7 (E-Book).
- Gunter Schmidt: John Money (1921–2006). In: Volkmar Sigusch, Günter Grau (Hrsg.): Personenlexikon der Sexualforschung. Campus, Frankfurt a. M./ New York 2009, ISBN 978-3-593-39049-9, S. 521–526.
- Anke A. Ehrhardt: John Money. In: The Journal of Sex Research. Band 44, Nr. 3, 2007, S. 223–224, doi:10.1080/00224490701580741 (englisch).
- Milton Diamond: Sex, gender, and identity over the years: a changing perspective. In: Child and Adolescent Psychiatric Clinics of North America. Nr. 13 (2004), S. 591–607, PMID 15183375.
- Terry Goldie: The Man Who Invented Gender: Engaging the Ideas of John Money. UBC Press, Vancouver und Toronto 2014.